# Ultimate Warrior Challenge Mexico
Ultimate Warrior Challenge Mexico (UWC), également connu sous le nom d'UWC Mexico, est une organisation mexicaine d'arts martiaux mixtes fondée en 2009. Son siège social se trouve dans la ville de Tijuana, dans le nord du pays,.

## Histoire
Fin 2008, la création de l'UWC a été annoncée dans le but de populariser le MMA, qui à l'époque avait une couverture limitée, dans une nation comme le Mexique avec une longue histoire de sports de combat. La plupart des fans mexicains se tournaient vers les événements PRIDE FC et UFC, les deux promotions les plus importantes de l'époque.
L'UWC a été officiellement fondée en février 2009 et le premier événement a eu lieu le 28 de ce mois à l'auditorium municipal de Tijuana. L'événement s'appelait « UWC : Baja California vs. California » et comprenait un total de 10 combats.
Le 30 mai 2009, « UWC Mexico 2 » s'est tenu à l'auditorium Fausto Gutiérrez Moreno, également à Tijuana. L'événement a marqué le premier combat MMA féminin sanctionné, mettant en vedette Margarita De La Cruz Ramírez et Cristina Marks, qui s'est terminé par une victoire de Ramírez. De plus, l'événement principal a vu Akbarh Arreola couronné comme le tout premier champion de l'organisation après avoir battu son adversaire Adam Lehman dans un combat pour le titre des poids welters.
En 2015, la promotion a interrompu ses activités sportives pour des raisons inconnues, obligeant ses combattants à rejoindre d'autres promotions nationales comme Xtreme Fighters Latino ; certains d'entre eux ont ensuite signé pour la LUX Fight League. Quatre ans se sont écoulés avant le retour de l'UWC, avec l'événement « UWC Mexico 20 : Legacy » qui s'est tenu le 24 août 2019,.
En janvier 2024, le PDG de l'UWC, Alejandro Islas, a annoncé le renouvellement de son contrat avec UFC Fight Pass, la plateforme sur laquelle la promotion avait auparavant diffusé des combats.